# Beauly Firth

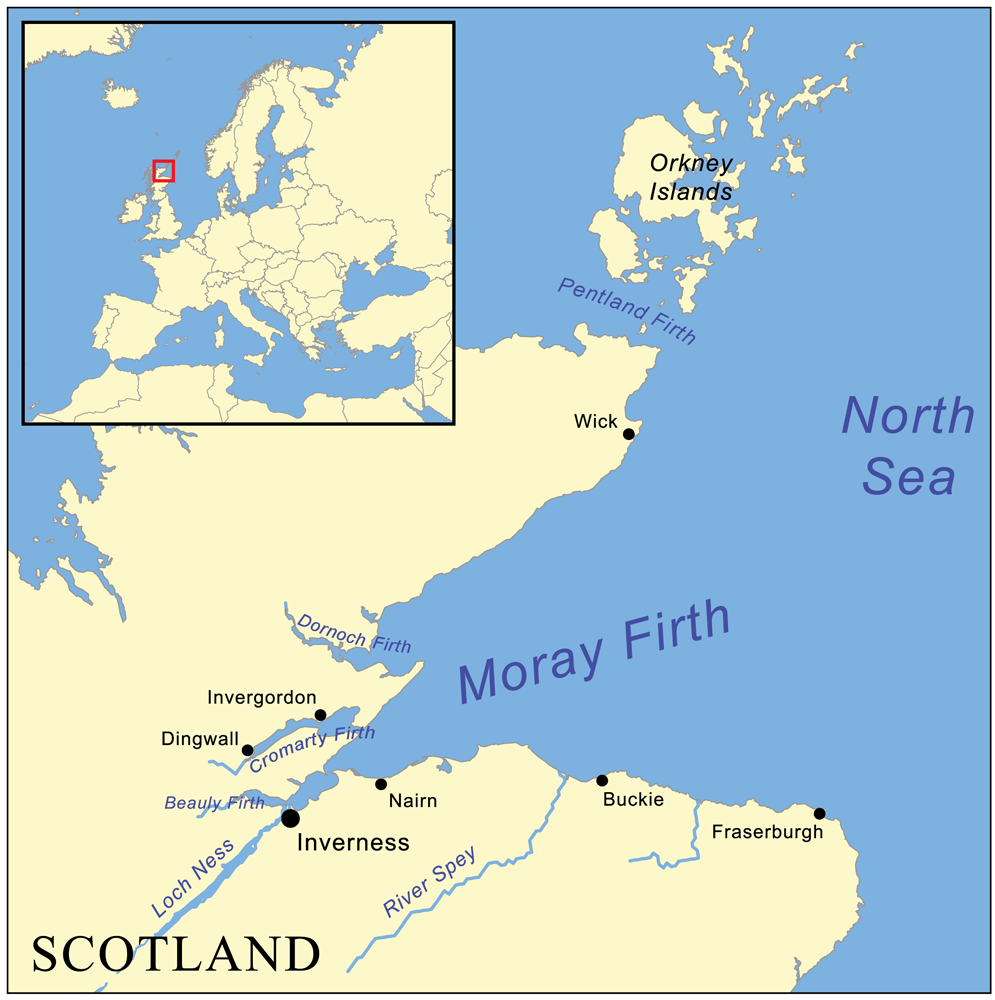
Lage des Beauly Firth am Kopf des Moray Firth

Der Beauly Firth ist eine Bucht am Kopf des Meerearmes Moray Firth in der schottischen Council Area Highland. Sie reicht etwa 11 km in Ost-West-Richtung ins Land hinein und weist dabei eine maximale Breite von etwa 3 km auf. An ihrem Kopf liegt die Stadt Beauly, während sich Inverness am Beginn der Bucht befindet.
Bei Beauly mündet der River Beauly von Westen kommend in den Beauly Firth. Einen weiteren Zulauf bildet der Ness, der in Inverness einmündet. Auch der Kaledonische Kanal endet in Inverness im Beauly Firth. Die Halbinsel Black Isle bildet das Nordufer der Bucht. Dort befindet sich gegenüber von Inverness mit North Kessock die einzige weitere bedeutende Ufersiedlung. Die zwischen 1976 und 1982 errichtete Kessock Bridge verbindet beide Orte miteinander. Sie führt mit der Fernstraße A9 einen der bedeutendsten Verkehrswege in den Highlands. Zuvor bestand an dieser Stelle eine Fährverbindung.

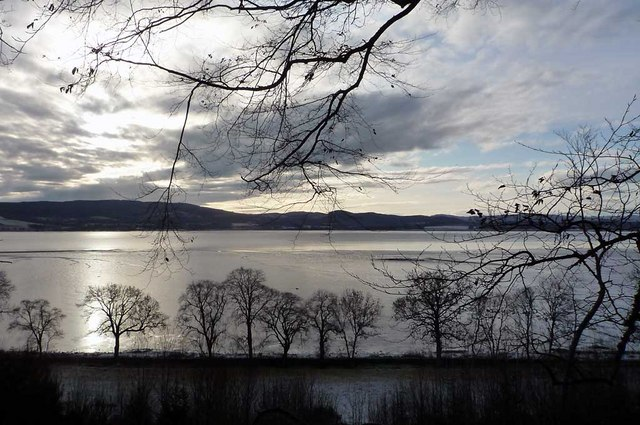
Blick vom Nordufer des Beauly Firth
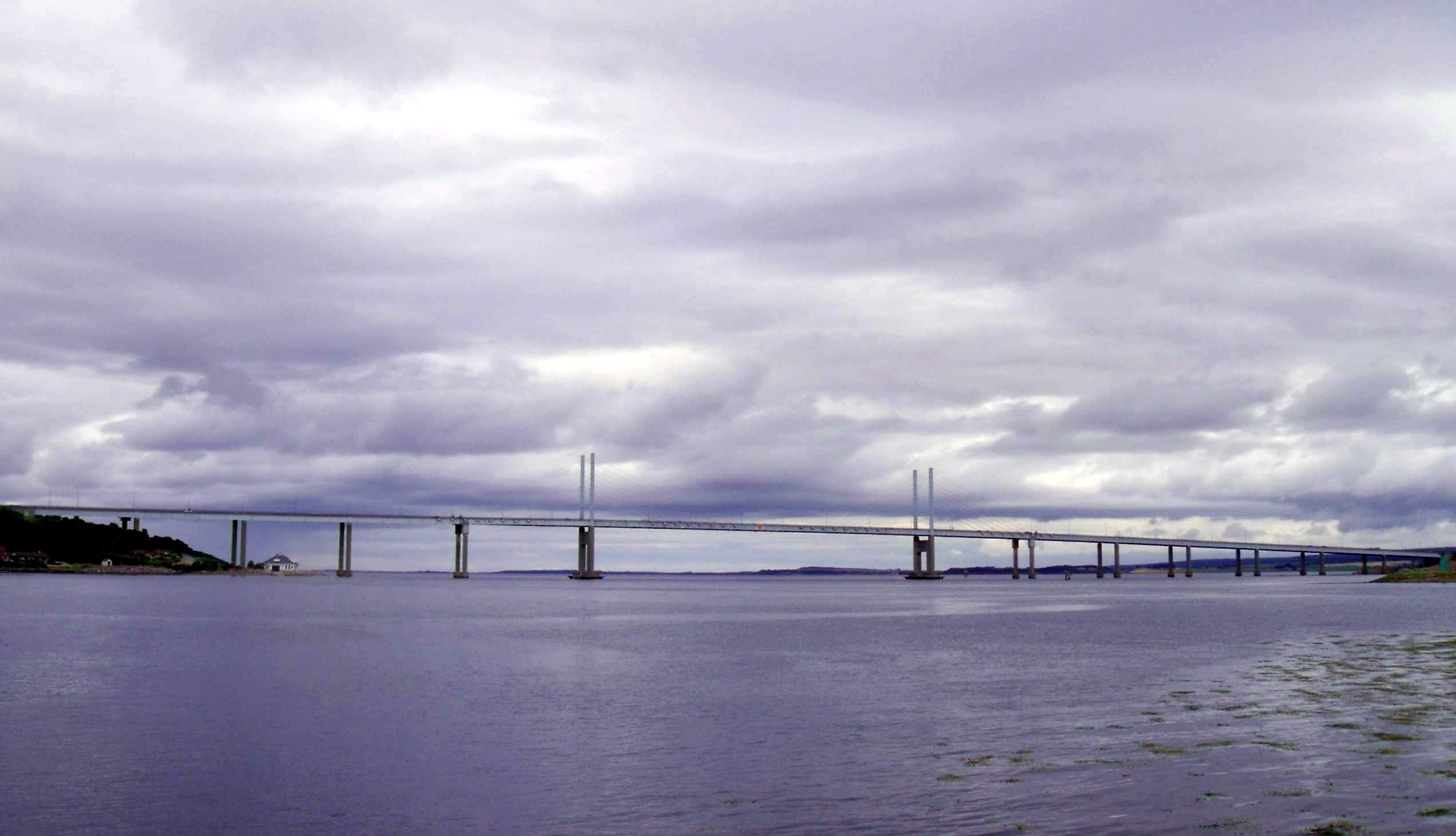
Kessock Bridge